# Most Angielski
Most Angielski (ros. Английский мост, ang. English Bridge) – most w Petersburgu stanowiący przeprawę dla pieszych przez rzekę Fontankę. Most ma długość całkowita wynoszącą 60,8 metrów, i szerokość około 4,7 metra. Zbudowano i otwarto go po raz pierwszy w 1910 roku jako 5-przęsłowy most drewniany. Obecny trój-przęsłowy most powstał w latach 1962–1963, według projektu dwóch rosyjskich architektów. Konstrukcja główna mostu wykonana jest techniką żeliwną, którą oparto na żelbetowych przyczółkach i filarach pokrytych blokami granitowymi. Nazwa mostu pochodzi od pobliskiej ulicy o tej samej nazwie.